# Дальнє Константиново
Дальнє Константиново (рос. Дальнее Константиново) — робітниче селище в Дальнеконстантиновському районі Нижньогородської області Російської Федерації.
Населення становить 3868 осіб. Входить до складу муніципального утворення робітниче селище Дальнє Константиново.

## Історія
Від 2009 року входить до складу муніципального утворення робітниче селище Дальнє Константиново.

## Населення
| 1959  | 1970  | 1979  | 1989  | 2002  | 2008  | 2009  |
| ----- | ----- | ----- | ----- | ----- | ----- | ----- |
| 2031  | ↗3093 | ↗4350 | ↗5122 | ↘4986 | ↘4641 | ↘4572 |
| 2010  | 2011  | 2012  | 2013  | 2014  | 2015  | 2016  |
| ↗4777 | ↘4736 | ↘4629 | ↘4494 | ↘4313 | ↘4274 | ↘4181 |
| 2017  |       |       |       |       |       |       |
| ↘4133 |       |       |       |       |       |       |